# Hadena naida
Hadena naida là một loài bướm đêm trong họ Noctuidae.